# Cosmorrhyncha microcosma
Cosmorrhyncha microcosma är en fjärilsart som beskrevs av Leif Aarvik. Cosmorrhyncha microcosma ingår i släktet Cosmorrhyncha och familjen vecklare. Inga underarter finns listade i Catalogue of Life.